# Bathyplotes bongraini
Bathyplotes bongraini is een zeekomkommer uit de familie Synallactidae.
De wetenschappelijke naam van de soort werd in 1914 gepubliceerd door Clément Vaney.